# 磷化铈
磷化铈是一种无机化合物，化学式为CeP，它是铈的磷化物之一。它可由二氧化铈和磷化氢在氢气的存在下于1300 °C反应得到，或由磷化钠和氯化铈在700~800 °C反应得到。它在空气中在900 °C以上会氧化为单斜的CePO4。它在石英安瓿内和碘反应，可以得到CeSiP3。

## 延伸阅读
- Pavel S. Chizhov, Nellie R. Khasanova, Michael Baitinger, Walter Schnelle, Yuri Prots, Ulrich Burkhardt, Evgeny V. Antipov, Yuri Grin. . Inorganic Chemistry. 2006-09-01, 45 (18): 7210–7216  [2021-12-27]. ISSN 0020-1669. doi:10.1021/ic060726h （英语）.